# Chris Philipps
Chris Philipps (Cidade de Luxemburgo, 8 de março de 1994) é um futebolista profissional luxemburguês que atua como defensor.

## Carreira
Chris Philipps começou a carreira no time B do Metz, em 2012. Promovido ao elenco principal no ano seguinte, atuou em 16 jogos pela equipe. Na temporada 2015-16, foi emprestado ao Preußen Münster (Alemanha), onde jogou 25 partidas.

## Seleção
No mesmo ano de sua estreia como profissional, passou a integrar as convocações da Seleção Luxemburguesa, pela qual atuou 39 vezes.